# 오장군 (드라마)
《오장군》은 1996년 6월 2일 ~ 1996년 10월 13일까지 방영된 SBS 일요아침드라마이자 장수 드라마 까치네 후속인데 8시 50분으로 시간대가 변경되었으며 극작가 이만희씨가 첫 회부터 집필하여 화제를 모았다.
그러나, 정통 드라마 집필이 전무한 극작가 이만희씨한테 집필을 맡겼던 것도 있었지만 출연진 대부분이 30대 후반이라 극 분위기를 저하시켰다는 지적이 있어서 시청률이 저조하자 8회부터 박현주 작가로 집필자를 교체했으나 MBC 짝과 KBS 2TV 귀여운 여자 때문에 시청률이 갈수록 떨어져 결국 19회 만에 조기종영되는 수모를 당했고 SBS는 <오장군>의 조기종영 이후 99년 달콤한 신부 이전까지 한동안 일요아침드라마를 편성하지 않았는데 달콤한 신부에 앞서 97년 일요아침드라마를 부활시킬 예정이었지만 무산됐으며 SBS는 <오장군> 자리에 시트콤 LA아리랑을 1996년 10월 20일부터 부활시켰는데 시청률 부진으로 고전을 면치 못하자 1997년 4월 27일부터 일요일 오전 9시 50분으로 시간대가 바뀌었다.

## 등장 인물
- 오지명 : 오장군 역. 천성적으로 자유분방하고 덜렁대는 성격때문에 시작하는 사업마다 실패를 거듭하다 결국 관광객이나 물품 등을 실어나르는 임시 운전수로 일하는 돈키호테형 인물.
- 정혜선 : 장길자 역. 오장군의 70대 노모로, 6.25로 남편을 잃고 홀로 꿋꿋이 아들을 키운데 자부심을 느끼는 <원조 만두> 주인.
- 이정희 : 오가영 역. 오장군의 첫째 딸.
- 임채연 : 오나영 역. 오장군의 둘째 딸.
- 임현식
- 최종원 : 황달표 역. 오장군과 매사에 티격태격하는 이웃친구로 영세제조업체 <달표스텡>공장주인.
- 조형기 : 최복식 역. <강산부동산>을 운영하는 째째하고 유식한 체 잘하는 공처가.
- 나영희 : 송여진 역. 오장군의 1층집에 세들어 살며 <파리 아이스크림>이란 가게를 운영하는 파리 유학경력을 가진 노처녀.
- 정종준 : 강동칠 역. 행동과 말투가 여성적인 <원조만두>의 주방장.
- 김병세
- 정한헌 : 탁우석 역
- 김단비
- 김보연
- 박병훈 : 염 부장 역
- 이도경
- 조양자
- 방은희
- 이명은
- 신혜수
- 임유진
- 홍학표 (중도투입) : 오대찬 역
- 김원희 (중도투입) : 정나미 역
- 김영대
- 권도경
- 박형재
- 원기준
- 정욱
- 최준용

## 방영목록
제1화 비닐봉지
제2화 구두티켓
제3화 젊음의 날
제4화 필통과 축구공
제5화 꼬리치는 여자
제6화 울산 이모님
제7화 건배
제8화 사랑한다고 말해줘요
제9화 서부전선 이상있다
제10화 입장바꿔 생각해봐
제11화 사랑은 조건순이 아니잖아요
제12화 바캉스 요지경
제13화 빈방있습니까
제14회 희미한 옛사랑의 그림자
제15화 불효자눈 웁니다
제16화 올가을엔 사랑할거야
제17화 돼지꿈과 블루스
제18화 결혼이야기
제19화 내게도 사랑이(최종회)

## 참고 사항
- 최종원(황달표 역)과 조형기(최복식 역)는 해당 작품과 경쟁한 드라마 중의 하나인 KBS 2TV 귀여운 여자 후속작이었던 오늘은 왠지 출연진에 속했는데[5] 이 작품은 출연진 대부분이 30대 후반이라 거침없는 비판을 받아왔고 급기야 MBC 짝 때문에 고전을 면치 못했으며 결국 12회(97년 5월 25일)부터 일요일 오전 8시 50분에서 10시로 이동했지만 MBC 사랑의 스튜디오와 SBS LA아리랑 때문에 시청률 부진의 늪에서 벗어나지 못하여 13회(97년 6월 1일) 만에 조기종영되는 수모를 겪었는데 이들 중 LA아리랑은 1996년 10월 20일부터 일요일 오전 8시 50분에 방영되었으나 시청률 부진으로 고전을 면치 못하자 1997년 4월 27일부터 일요일 오전 9시 50분으로 이동했다[6].
- 해당 작품과 경쟁한 드라마 중의 하나였던 KBS 2TV 귀여운 여자는 <오장군>이 그랬던 것처럼[7] 작가가 중도 교체[8]됐다.

## 결방
- ㅇ1996년 9월 29일 - 추석특집 개그드라마 영광의 그라운드(1994년 9월 21일 추석 특집으로 방영[9]된 작품의 앙코르) 편성으로 결방